# Banovine de la Zeta
1929–1941
Entités précédentes :
- Yougoslavie (1939)

Entités suivantes :
- Banovina de Croatie
- République socialiste du Monténégro
- République socialiste de Bosnie-Herzégovine
- République socialiste de Serbie

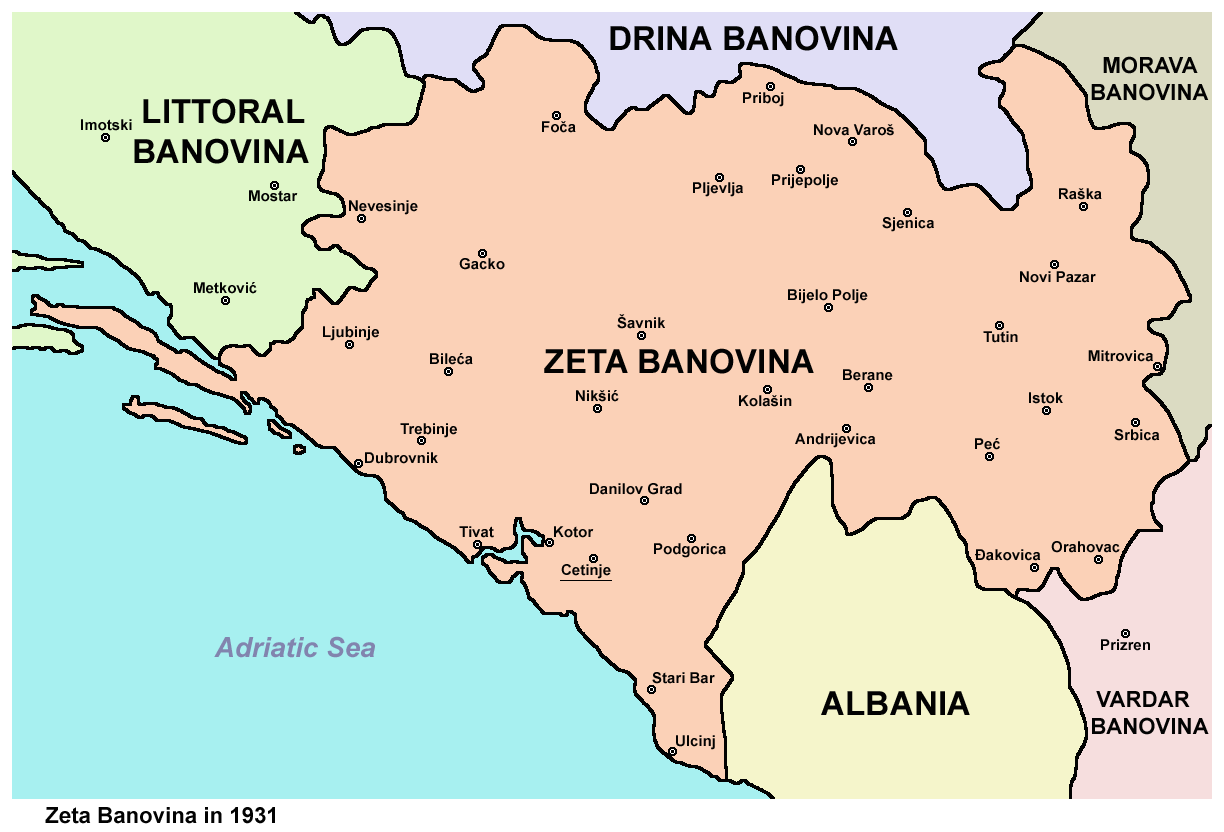
Carte de la Banovina de la Zeta.

La banovine de la Zeta, ou le banat de la Zeta, en serbo-croate Зетска бановина/Zetska banovina, est une ancienne province (banovina) du royaume de Yougoslavie, qui a existé entre 1929 et 1941. 
Cette province comprenait tout le territoire de l'actuel Monténégro, ainsi que des parties de la Serbie centrale, du Kosovo, de la Croatie et de la Bosnie-Herzégovine. Elle tirait son nom de la rivière Zeta, qui avait également donné son nom à l'État médiéval de Zeta qui correspondait lui-même approximativement au territoire du Monténégro contemporain. La capitale de la banovine de la Zeta était Cetinje.